# Wszystko będzie dobrze (singel)
Wszystko będzie dobrze – singel polskiego piosenkarza Krzysztofa Zalewskiego z jego piątego albumu studyjnego, zatytułowanego Zabawa. Singel został wydany 18 stycznia 2021.

## Geneza utworu i historia wydania
Utwór napisał i skomponował Krzysztof Zalewski-Brejdygant.
Singel ukazał się w formacie digital download 18 stycznia 2021 w Polsce za pośrednictwem wytwórni płytowej Kayax. Kompozycja została umieszczona na piątym albumie studyjnym Krzysztofa Zalewskiego – Zabawa.
Do utworu powstał teledysk, który udostępniono w dniu premiery singla za pośrednictwem serwisu YouTube.

## Notowania

### Pozycje na listach airplay
| Kraj   | Lista | Najwyższa pozycja |
| ------ | ----- | ----------------- |
| Polska | OLiA  | 18                |

## Wyróżnienia
| Rok  | Konkurs                  | Kategoria    | Rezultat    |
| ---- | ------------------------ | ------------ | ----------- |
| 2021 | Przebój roku RMF FM 2021 | Przebój roku | 44. miejsce |